# Cyrtochilum aureum
Cyrtochilum aureum là một loài thực vật có hoa trong họ Lan. Loài này được (Lindl.) Senghas mô tả khoa học đầu tiên năm 1997.